# طويلات الأجنحة (مفصليات الأرجل)
طوبلات الأجنحة (الاسم العلمي: Dolichopteridae)، فصيلة منقرضة من عريضات الأجنحة التي عاشت في العصرين العصر السيلوري والعصر الديفوني.